# Compòsit dental

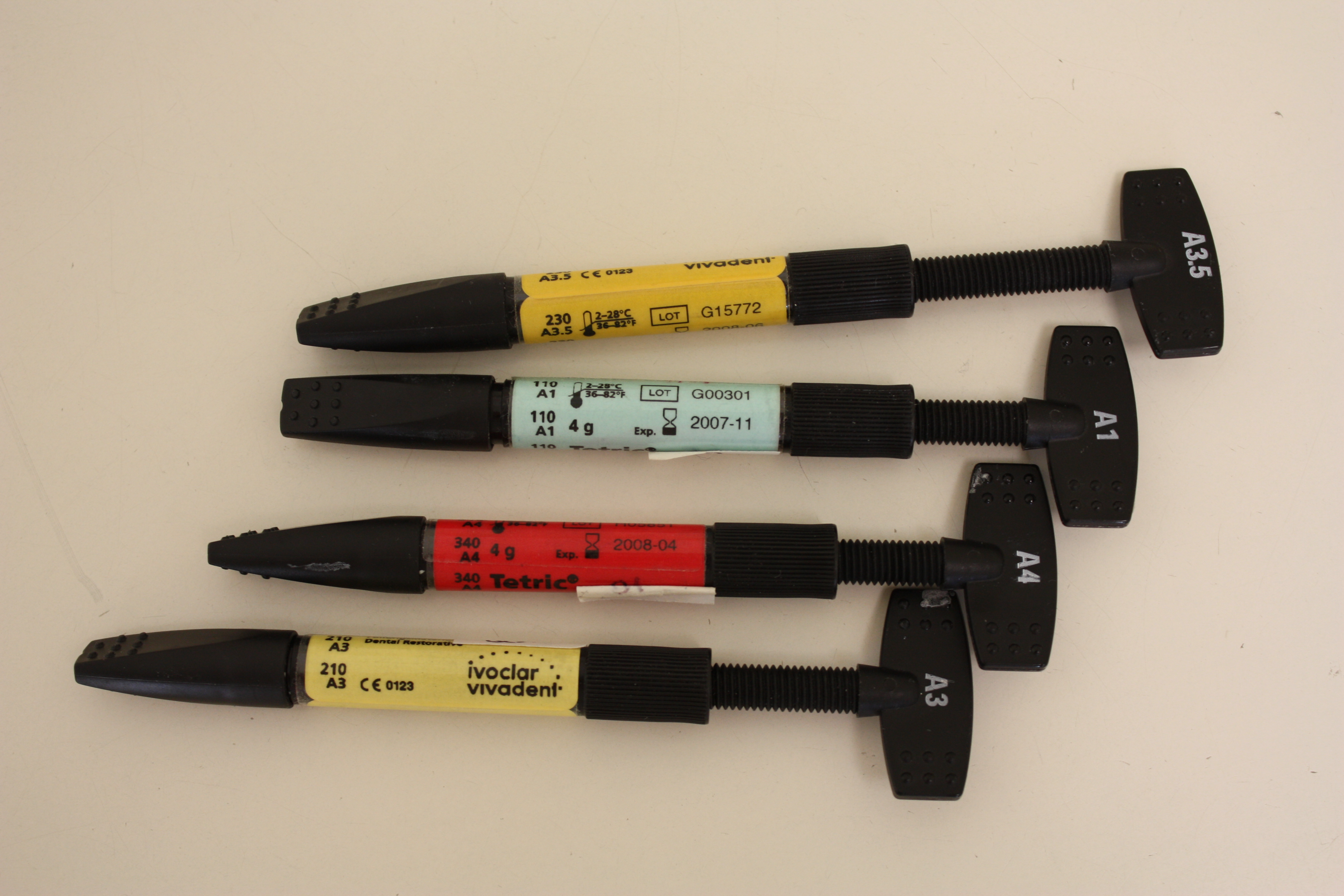
Composite dental.

Els compòsits dentals, dental composite o resines compostes són materials sintètics que estan barrejats heterogèniament i que formen un compost, com el seu nom indica. Estan compostos per molècules d'elements variats. Aquests components poden ser de dos tipus: els de cohesió i els de reforç. Els components de cohesió envolten i uneixen els components de reforç (o simplement reforços) mantenint la rigidesa i la posició d'aquests. Els reforços confereixen unes propietats físiques al conjunt tals que milloren les propietats de cohesió i rigidesa. Així, aquesta combinació de materials li dona al compost unes propietats mecàniques notablement superiors a les de les matèries primeres de les quals procedeix. Aquestes molècules solen formar estructures molt resistents i lleugeres, per això s'utilitzen des de mitjan segle XX en els més variats camps: fabricació de pròtesis, aeronàutica, astronàutica i cosmonàutica, enginyeria naval, enginyeria civil, articles de càmping, etc
La tova, formada per argila i palla, és el compòsit més antic que coneixem i encara avui es continua utilitzant en la construcció d'habitatges. Macroscòpicament l'argila (cohesió) es distingeix de la palla (reforç), però la mescla heterogènia té unes propietats mecàniques millors que les dels seus respectius components individuals. Un altre exemple clar el podem trobar en els fonaments dels edificis: formigó reforçat amb una matriu d'acer corrugat, els innovadors fonaments de goma i molles emprats al Japó per esmorteir els terratrèmols (aïllament sísmic). Els composites s'utilitzen en la indústria aeroespacial i aeronàutica per alleugerir el pes de l'estructura i per al revestiment de satèl·lits, transbordadors i avions.

## Compòsits en odontologia

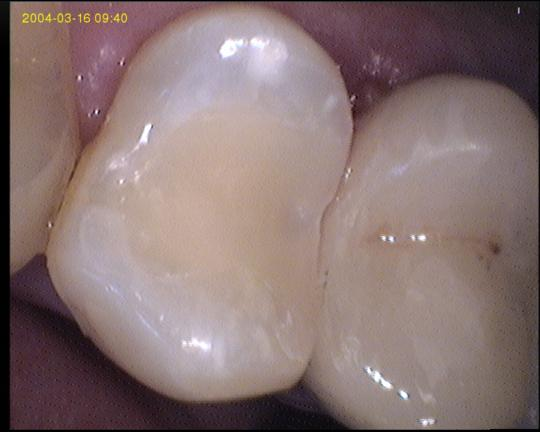
Dent reparada amb composite.

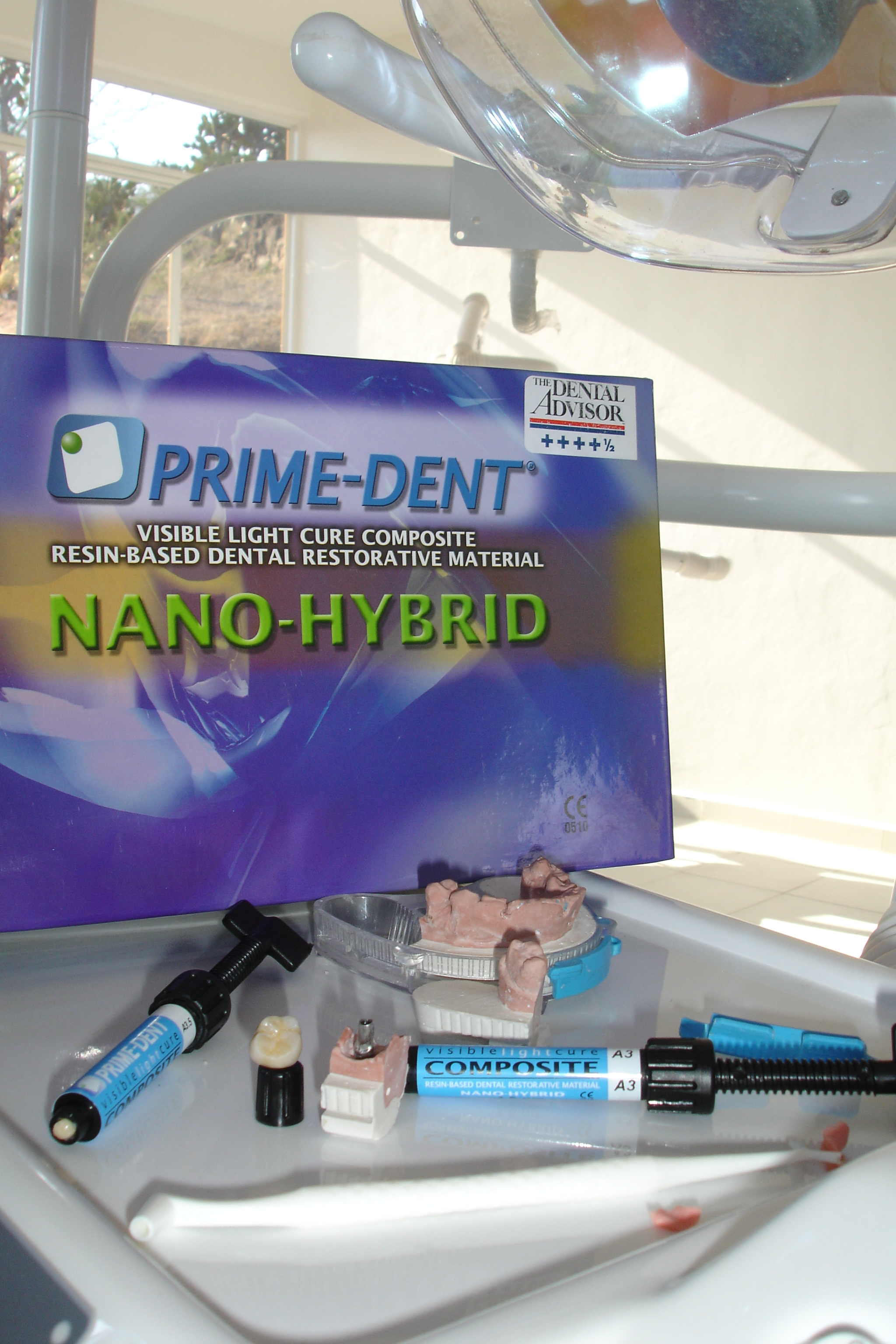
DENIMED RESINA NANOHIBRID 030

S'utilitzen en odontologia per a reomplir dents. A diferència de l'amalgama de plata, que necessita tenir unes cavitats especials (cavitats de Black) per a la seva obturació, el compòsit s'adhereix de forma micromecànica a la superfície de la dent sense dependre de la cavitat. Les resines compostes estan formades per un component orgànic polimèric anomenat matriu i un component inorgànic mineral de farcit. La primera resina composta, sintetitzada el 1962 per Ray Bowen estava formada per bisfenol glicidil com a matriu orgànica i quars com a farciment inorgànic.
Una de les principals avantatges dels compòsits o resines compostes (que permeten colors variats, que emulen la coloració de les peces), és la seva forma d'unió a l'estructura dental, mitjançant la utilització de sistemes adhesius, els quals permeten aconseguir un segellat hermètic entre la resina i la dent afavorint la longevitat d'una restauració o obturació dental.
L'estat inicial d'aquests materials és una consistència plàstica, que permet la seva manipulació per a la confecció d'una restauració dental, i canvia a un estat rígid mitjançant el procés de polimerització. Durant la polimerització, la resina es contrau a causa que els monòmers que formen la matriu orgànica, es troben separats i mentre polimeritzen escurcen la distància entre ells, provocant que el material en estat rígid tingui un volum menor a què ocupava inicialment. Aquest és, sens dubte, el gran desavantatge que des dels seus inicis van presentar els compòsits i és el que s'anomena contracció de polimerització, però gràcies a grans avenços en l'evolució dels materials dentals, s'ha tractat de modificar el procés de polimerització per així millorar el comportament del material en les restauracions dentals.

## Composició
Matriu orgànica :
BIS GMA: bisfenol glicidil metacrilat, té un alt pes molecular, és molt viscós i això fa difícil la seva manipulació. La seva estructura química té dos enllaços reactius en ambdós extrems de la molècula.
UDMA: uretà de metacrilat, va ser descobert per Forte i Walkeu el 1974. Es diferencia de l'anterior en que té millor viscositat i rigidesa, però major contracció de polimerització.
Monòmers: Són partícules de baix pes molecular, també anomenats controladors de viscositat.
Farcit inorgànic: En tota resina composta la part orgànica donarà les propietats negatives i la part de farciment inorgànic les propietats positives. Els minerals més utilitzats en l'actualitat per al farciment inorgànic són: quars, zirconita i els silicats d'alumini.
Altres components són els agents d'unió (silans) i els iniciadors-activadors que es poden obtenir per mitjà d'una reacció química utilitzant peròxid de benzoil i amines terciàries o per reacció foto-química, per fotopolimerització, usant camforquinona i amines terciàries.

## Fabricació de compòsits
Hi ha un ampli ventall d'indústries que es dediquen a la fabricació de compòsits:
- N'hi ha que s'empren per a l'empastat i remodelació de dents.
- Els tubs de llançagranades i de morter en l'àmbit militar o els pals de regates estan fets de fibres de fil ordit en diagonal embegudes en una resina termoestable.
- La coberta de les rodes de qualsevol vehicle, els manegots (o tubs) del circuit d'aigua d'un motor de combustió interna refrigerat per aigua, estan fets de cautxú reforçat amb fibres.
- La Carpenter i revestiment d'avions, helicòpters, coets espacials estan formats per calaixos i plafons de fibra de vidre o fibra de carboni.
- La fabricació de grans recipients de plàstic en els quals s'emboliquen amb fibra.
- Materials de construcció: agregats d'àrids, asfalt, ceràmiques i ciments.

## Compòsits dentals directes

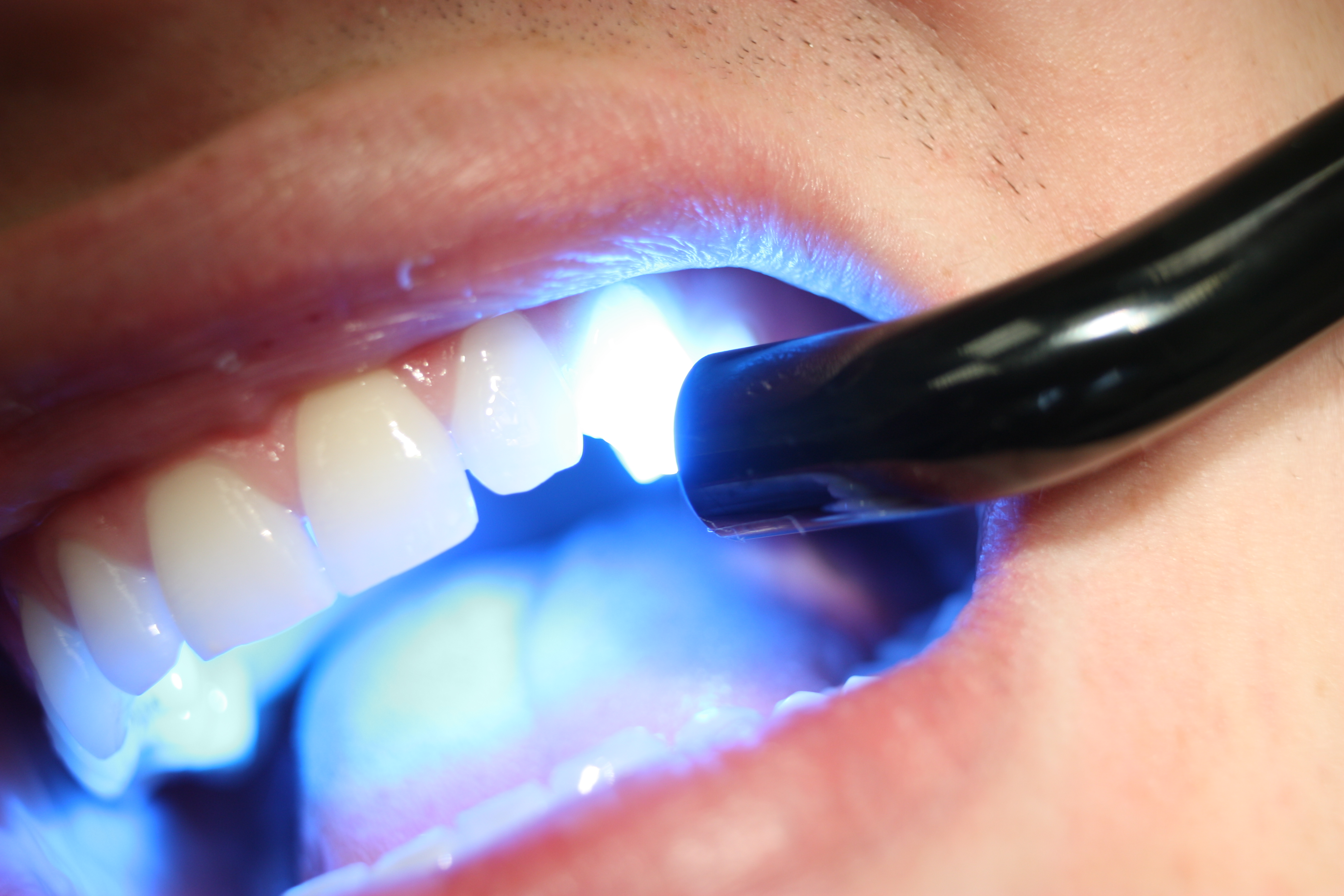
Una vareta de mà que emet llum blava primària (λmax = 450-470nm) s'utilitza per curar la resina dins de la boca d'un pacient dental.

El dentista els col·loca els compostos dentals directes en un marc clínic. La polimerització es realitza típicament amb una làmpada de curat de mà que emet longituds d'ona específiques per als paquets iniciadors i catalitzadors implicats. Quan s'utilitza una llum de curat, la llum s'ha de mantenir el més a prop possible a la superfície de la resina, s'ha de col·locar un blindatge entre la punta de la llum i els ulls de l'operador. El temps de curació s'ha d'augmentar per alguns tipus. Les resines curades per llum UV-Blau ofereixen una restauració més densa que les resines auto-assecades, ja que no es necessita mescla que pugui introduir porositat causada per bombolles d'aire.
Es poden utilitzar compostos dentals directes per a:
- Preparats per omplir cavitats
- Omplir buits (diastemes) entre dents mitjançant una xapa o una xapa
- Remodelació menor de dents
- Corones parcials en dents simples

### Mecanismes de fixació de compostos de resina
Tipus de mecanismes de configuració:
- Curat químic (curat propi / curat fosc)
- Curat lleuger
- Curat doble (fet tant químicament com per llum)

El compost de resina curada químicament és un sistema de dues pastes (base i catalitzador) que comença a configurar-se quan la base i el catalitzador es barregen.
Els compostos de resina amb curat per llum contenen un foto-iniciador (per exemple, camforquinona) i un accelerador. L'activador present en un compost activat per llum és el dietil-amino-etil-metacrilat (amina) o la diketona i interaccionen quan s'exposen a la llum a una longitud d'ona de 400-500 nm, és a dir, la regió blava de l'espectre de la llum visible. El compost es troba quan s'exposa a l'energia lumínica a una longitud d'ona fixada de la llum. Els compostos de resina curada amb llum també són sensibles a la llum ambiental i, per tant, la polimerització pot començar abans d'utilitzar la llum de curat.
El compost compost de resina de doble curat conté tant fotoprojectors com acceleradors químics, la qual cosa permet que el material s'estableixi fins on no hi ha una exposició lumínica suficient pel curat per llum.
Els inhibidors de la polimerització química (per exemple, l'etè de monometil d'hidroquinona) s'afegeixen al compost de resina per evitar la polimerització del material durant l'emmagatzematge, augmentant la seva vida útil.

## Compòsits per a bicicletes
Un compòsit de fibra i carboni anomenat Sílex, d'alta resistència a l'esforç mecànic i a la intempèrie, desenvolupat per MOBICCI Arxivat 2012-08-09 a Wayback Machine., ha destacat en la fabricació de bicicletes amb dissenys totalment futuristes i ha portat la bicicleta a convertir-se en el transport personal més eficient, dinàmic, ergonòmic, aerodinàmic i resistent del món.